# Moseka Yogo Ambake
 (août 2023).
Si vous disposez d'ouvrages ou d'articles de référence ou si vous connaissez des sites web de qualité traitant du thème abordé ici, merci de compléter l'article en donnant les références utiles à sa vérifiabilité et en les liant à la section « Notes et références ».
Pour les articles homonymes, voir Moseka.
Moseka Yogo Ambake, Lady Mosky, est une peintre belge originaire de la république démocratique du Congo, née le 29 août 1956 à Léopoldville (Congo belge) et morte le 6 mai 2019 à Bruxelles.

## Style artistique
Moseka Yogo Ambake a réalisé des peintures à l’huile, à la gouache, et à l'aquarelle, et a également eu une production abondante d’œuvres en céramique. Ses œuvres sont souvent associées au surréalisme, à l'expressionnisme, ou encore à l'art naïf, et durant toute sa carrière Moseka a puisé son inspiration dans ce qu'elle appelait le « théâtre de la vie ». Ses œuvres en sont souvent une interprétation métaphorique, au centre desquelles se trouvent des femmes africaines dont la force, la beauté et la puissance l'éblouissaient. Au-delà de représenter ces femmes pour elles-mêmes, elle a eu a cœur d'évoquer leurs rapports aux hommes, aux animaux, à « l'authenticité africaine », et plus largement au monde.

## Biographie
La famille de Moseka est originaire de la région de l’Équateur au Congo, l’actuelle République démocratique du Congo. Son grand-père immigra à Léopoldville (Kinshasa) pour y effectuer son service militaire. Moseka fréquente les classes primaires dans une école de Yolo-Sud. Elle entreprend ses études secondaires à l’ISEM mais la situation politique la pousse à les abandonner. Bien qu'impressionnée dès son plus jeune âge par les nombreuses fresques de Tekilazaya, un artiste congolais dont elle contemple les œuvres avec beaucoup d’admiration dans divers lieux de Kinshasa, Moseka se tourne d’abord vers le théâtre et travaille avec le célèbre maître « Toro ». Elle persévère deux ans dans ce métier dont elle se rappelle qu’il fut très intéressant.
C’est à cette même époque qu’elle rencontre son mari, Thierry Dartois, architecte d’intérieur avec qui l’art trouve naturellement sa place dans le foyer. Elle se met au même moment à échanger avec Théo Verwilghen, aquarelliste renommé, intéressé par l'originalité de ses premières œuvres. Moseka peint d’abord des intérieurs, peuplés de canapés et de coussins où apparaissent des personnages. Lorsque le ménage déménage au mont Ngafula, une colline en dehors de la ville, Moseka se met à énormément peindre pour le plaisir et à offrir ses œuvres à ses ami(e)s.
Sa vocation s’affirmant, il fut question pour elle de suivre une formation plus systématique à l’académie des beaux-arts. Théo Verwilghen, professeur à l’académie, fut catégorique : « Non, vous allez gâter votre talent ! ».
Pour Moseka, un peintre est quelqu’un de persévérant, qui cherche sans arrêt à découvrir de nouvelles techniques et de nouveaux sujets et qui s’exprime à travers eux. Moseka s’émerveille à chaque nouvelle découverte. Elle observe le monde, ses sujets, ses couleurs et les retransmet avec audace et originalité.
Admirative des œuvres de Dali, saisie par le ton et les couleurs de Van Gogh et Chagall, elle n’oublie pas non plus les peintres populaires congolais. Loin d'une approche intellectualiste de la critique d'art, Moseka a une approche plus viscérale de l'art. Pour elle le beau est un sentiment simple dont il est difficile de discuter, on aime ou on n’aime pas.

## Résumé biographique
Née le 29 août 1956 à Kinshasa et décédée le 6 mai 2019 à Bruxelles à l'âge de 63 ans.
Peintre et céramiste, elle est originaire de la république démocratique du Congo. Mariée à Thierry Dartois, architecte d'intérieur, elle est mère de quatre enfants. Durant son enfance, elle a étudié à l'ISEM (Institut Saint-Eugène de Mazenod) à Kinshasa, mais le contexte économique et social du pays lui impose d'abandonner ses études pour travailler avec sa mère. Un temps intéressée par le théâtre, elle s'est finalement tournée vers les arts plastiques.
Moseka Yogo Ambake a exposé dans de nombreux musées, dont le Musée d'ethnologie de Hambourg (en), la 198 Contemporary Arts and Learning (en) à Londres (Royaume-Uni), la Skoto Gallery à New York et le AfricaMuseum|Musée royal de l'Afrique centrale à Bruxelles (Belgique).

## Expositions
Elle a exposé dans divers musées européens, dont le musée d'ethnologie de Hambourg (en) en 1993, la galerie 198 (en) à Londres en 1995 : 
- 2018 & 2017
  - RodeArt (Cercle des artistes de Rhode-Saint-Genèse-Genèse) – Parcours d’artistes, Belgique (BE)
- 2014 & 2013
  - INZIA Restaurant Africain -  Exposition individuelle et vernissage (13 décembre 2014), Bruxelles, Belgique (BE)
- 2011
  - Résidence de l’artiste  - Exposition individuelle et vernissage (26 & 27 novembre 2011), Alsemberg, Belgique (BE)
- 1998 à 2006
  - Résidence de l’artiste (2 fois), Linkebeek, Belgique (BE)
  - La grande écluse, Exposition individuelle et vernissage, Bruxelles, Belgique (BE)
- 1998
  - Skoto Gallery, Exposition individuelle et vernissage, New York, USA (USA)
- 1997
  - De Zwarte Fles, Exposition individuelle et vernissage, Zwijnaarde, Gent, Belgique (BE)
  - The Ohio State University, Exposition individuelle et vernissage, USA (USA)
- 1996
  - Alexandre Gallery, Exposition individuelle et vernissage, Maasmechelen, Belgique (BE)
  - Casa Di Moseka (Atelier et magasin de l’artiste), Matongé, Bruxelles, Belgique (BE)
- 1995
  - C.C. Sittard, Exposition individuelle et vernissage, Sittard, Pays-Bas (NL)
  - Galerie de Waterloo, Résidence de l’artiste, Bruxelles, Belgique (BE)
  - 198 Contemporary Arts and Learning Gallery, Exposition individuelle et vernissage, Londres, Royaume-Uni (UK)
- 1994
  - African Queen Art Gallery, Exposition individuelle et vernissage, Bruxelles, Belgique (BE)
  - Hamburgische Museum für Volkerkunde, Exposition individuelle et vernissage, Hamburg, Allemagne (Rétrospective) (DE)
  - Ici & Là-bas, femmes d’Afrique, Créatives, Belgique (BE)
- 1993
  - Musée royal de l'Afrique Centrale, Exposition individuelle et vernissage, Tervuren, Belgique (Rétrospective) (BE)
  - Tat Art Gallery, Exposition individuelle et vernissage, Bruxelles, Belgique (BE)
- 1992
  - African Art Events, Exposition individuelle et vernissage, Maastricht, Pays-Bas (NL)
  - Galerie Nast, Exposition individuelle et vernissage, Paris, France (FR)
  - Tat Art Gallery, Exposition individuelle et vernissage, Bruxelles, Belgique (BE)
- 1991
  - Newton Galleries, Exposition individuelle et vernissage, Johannesburg, Afrique du Sud (ZA)
- 1986 – 1991
  - B.C.Z, Banque Commerciale, Exposition individuelle et vernissage, Kinshasa, Ex-Zaïre (RD Congo)
  - Plusieurs expositions individuelles à la Galerie Louis Van Bever, Kinshasa, Ex-Zaïre (RD Congo)